# Holtum-Noord
Holtum-Noord is een bedrijventerrein met binnenhaven in de Nederlandse gemeente Sittard-Geleen. Het bedrijventerrein ligt ten noorden van het dorp Holtum aan de A2 en het Julianakanaal. Via de spoorlijn Sittard - Born is het bedrijventerrein verbonden met het Nederlands spoorwegnet.

## Havens
Het bedrijventerrein heeft drie havens aan het Julianakanaal:
- Gulyk-Gelderhaven
- Franciscushaven
- Overlaadhaven

## Geschiedenis
In 1934 werden de Overslaghaven en de Franciscushaven aangelegd en in 1935 kwamen de kolentips gereed. Vanaf 1934 werd steenkool van de particuliere mijnen en de Staatsmijn Wilhelmina in de Oostelijke Mijnstreek via het spoor naar de haven vervoerd en gelost in binnenvaartschepen.
In 1991 werd de Barge Terminal Born geopend. In 1996 werd deze aangevuld met de Rail Terminal Born, waardoor het mogelijk werd containervervoer aan te bieden via de weg, spoor en water.